# Cosmin Olăroiu
Cosmin Olăroiu est un footballeur roumain né le 10 juin 1969, reconverti en entraîneur.

## Palmarès

### Palmarès de joueur
Suwon Bluewings
- Championnat de Corée du Sud :
  - Champion : 1998 et 1999.
- Coupe de la Ligue sud-coréenne :
  - Vainqueur : 1999 et 2000.
- Supercoupe de Corée du Sud :
  - Vainqueur : 1999 et 2000.
- Coupe d'Asie des vainqueurs de coupe :
  - Finaliste : 1998.

### Palmarès d'entraîneur
National Bucarest
- Championnat de Roumanie  :
  - Vice-champion : 2002.

 Steaua Bucarest
- Championnat de Roumanie :
  - Champion : 2006.
  - Vice-champion : 2007.
- Supercoupe de Roumanie :
  - Vainqueur : 2006.
- Coupe UEFA  :
  - Demi-finale : 2006.

 Al-Hilal Riyad
- Championnat d'Arabie saoudite :
  - Champion : 2008.
  - Vice-champion : 2009.
- Coupe Crown Prince d'Arabie Saoudite :
  - Vainqueur : 2008 et 2009.

 Al-Sadd Doha
- Championnat du Qatar :
  - Vice-champion : 2010.
- Coupe des Étoiles du Qatar :
  - Vainqueur : 2010.

 Al-Ain
- Championnat des Émirats arabes unis :
  - Champion : 2012 et 2013.
- Supercoupe des Émirats :
  - Vainqueur : 2012.

 Al-Ahli Dubaï
- Championnat des Émirats arabes unis
  - Champion : 2014 et 2016.
- Coupe de la Ligue des Emirats
  - Vainqueur : 2014 et 2017.
- Supercoupe des Émirats
  - Vainqueur : 2013, 2014 et 2016.
- Coupe des Émirats
  - Finaliste : 2015.
- Ligue des Champions de l'AFC
  - Finaliste : 2015.

 Jiangsu Suning
- Championnat de Chine
  - Champion : 2020.
- Coupe de Chine
  - Finaliste : 2020.

 Sharjah FC
- Championnat des Émirats arabes unis
  - Vice-champion : 2022.
- Coupe des Émirats arabes unis
  - Vainqueur : 2022 et 2023.
- Supercoupe des Émirats
  - Vainqueur : 2022.
- Coupe de la Ligue des Émirats arabes unis
  - Vainqueur : 2023.
- Ligue des champions 2 de l'AFC
  - Vainqueur : 2025

#### Distinctions personnelles
- Entraîneur roumain de l'année : 2006, 2020
- Entraîneur de l'année en Arabie saoudite : 2008
- Entraîneur de l'année aux Émirats arabes unis : 2014, 2016, 2017
- Entraîneur de l'année au Moyen-Orient : 2015